# 威靈頓 (緬因州)
威靈頓（英語：Wellington）是一個位於美國緬因州皮斯卡特奎斯縣的鎮。

## 人口
根據2020年美國人口普查的數據，威靈頓的面積為103.42平方千米，當中陸地面積為103.24平方千米，而水域面積為0.18平方千米。當地共有人口229人，而人口密度為每平方千米2人。